# Welt-Hepatitis-Tag
Der Welt-Hepatitis-Tag verfolgt das Ziel der globalen Sensibilisierung der Bevölkerung zu den Themen Hepatitis B und Hepatitis C und zur Ermutigung von Prävention, Diagnose und Behandlung. Seit 2011 wird er am 28. Juli, dem Geburtstag von Baruch Samuel Blumberg, begangen.
Schätzungsweise 500 Millionen Menschen weltweit haben entweder Hepatitis B oder Hepatitis C. Dies bedeutet, dass statistisch gesehen weltweit jeder zwölfte Mensch von Hepatitis betroffen ist. Der Slogan für die Welt-Hepatitis-Tage 2008 und 2009 wurde von dieser Tatsache abgeleitet (Bin ich die Nummer 12?). Wenn die Krankheit  nicht behandelt wird, kann Hepatitis B oder C zu einer fortgeschrittenen Leberzirrhose und anderen Komplikationen einschließlich Leberkrebs und Leberversagen führen. Jedes Jahr sterben 1,34 Millionen Menschen entweder an Hepatitis B oder C.
Der Welt-Hepatitis-Tag wurde ins Leben gerufen durch die World Hepatitis Alliance, welcher 200 Patientengruppen und -organisationen einschließlich der „The Hepatitis C Trust“, die „European Liver Patient Association“ und die „Chinese Foundation for Hepatitis Prevention & Control“ angehören. In Deutschland ist die Deutsche Leberhilfe Ausrichter des Welt-Hepatitis-Tages.
Im Mai 2010 erkannte die Weltgesundheitsorganisation WHO den Welt-Hepatitis-Tag formal als internationalen Gesundheitstag an. Nach dem Tod von Baruch Samuel Blumberg änderte sich laut entsprechender WHO-Resolution das Datum vom 19. Mai auf den 28. Juli.